# Шац, Христиан-Фридрих
Фридрих Кристиан Шац (нем. Friedrich Schatz; 17 ноября 1841, Плауэн, Королевство Саксония — 21 мая 1920, Росток) — немецкий врач, гинеколог и акушер, педагог, профессор, доктор медицины (1867), ректор Ростокского университета (1880).

## Биография
В 1863—1867 годах изучал медицину в Лейпцигском университете. С 1868 года работал ассистентом в женской клинике Карла Креде, затем врачом в Лейпциге.
С 1872 г. — профессор гинекологии в Ростоке. Стал директором клиники акушерства и гинекологии и главой государственного акушерского института в Ростоке. В 1885 году был членом учредительного комитета Немецкого общества гинекологов. В 1906 году по собственному желанию оставил университет и ушёл с поста директора клиники.

## Научная деятельность
Автор многочисленных научных публикаций.
В своей научной работе занимался исследованиями механизма родов, измерения внутриматочного давления, периодичность родов и плаценты, а также причины различных положений плода. Его исследования смертности во время родов привели к реорганизации акушерства, так что смертность во время родов в Мекленбурге резко упала.
В 1882 г. первым описал Фето-фетальный трансфузионный синдром.

## Избранные труды
- Der Gehurtsmechanismus der Kopfendlagen (Лейпциг, 1868);
- Ueber die Mechanismen der Drehung der Frucht um die lange Eiachse («Viener Med. Presse», 1868);
- Die Druckverhältnisse im Unterleibe des nicht belasteten und die Bauchpresse nicht willkürlich anstrengenden Menschen (Лейпциг, 1872).
- Ueber die Bebrütung des menschlichen Eies. Arch Gynak 29: 72-77 (1877)
- Eine besondere Art von einseitiger Polyhydramnie mit anderseitiger Oligohydramnie bei eineiigen Zwillingen. Arch Gynak 19: 329—369 (1882)
- Die Gefässverbindungen der Placentarkreisläufe eineiiger Zwillinge, ihre Entwicklung und ihre Folgen. Arch Gynak 24: 337—399 (1884)
- Die Etiologie der Gesichtslagen. Arch Gynak 27: 293—299 (1886)
- Ueber die Formen der Wehencurve und über die Peristaltik des menschlichen Uterus. Arch Gynak 27: 284—299 (1886)
- Wann tritt die Geburt ein? Vorausbestimmung де Geburtstages. Arch Gynak 72: 168—260 (1904)
- Wann tritt die Geburt ein? Construktion der Schwangerschaftsdauer, Vorausbestimmung des Tages der Geburt und nachträgliche Bestimmung des Erzeugers. (Лейпциг, 1910)